# Iványi Orsolya
Iványi Orsolya (Vác, 1974 –) magyar kommunikációs szakember, író, Magyarország első menopauza-aktivistája, az „Éljenek a 40 feletti nők!” mozgalom alapítója. Több mint 15 éven keresztül dolgozott Budapesten és Londonban multinacionális cégek és ügynökségek kommunikációs menedzsereként. 40 éves kora után pályát váltott, és a középkorú nők társadalmi reprezentációjának és a menopauza nyílt kommunikációjának ügyét tűzte ki célul.

## Életpályája
Vácon nőtt fel és járt gimnáziumba. Élelmiszeripari mérnöki és marketingkommunikációs szakértői diplomája van. Korábban a Vodafone, a Wizz Air, a Grey és a G2 London kommunikációs menedzsereként dolgozott. 2016-ban Toszkánába költözött, ahol saját kommunikációs ügynökségét vezeti. Személyes blogjai révén vált ismertté, amelyekben a 40 év feletti nők mindennapjairól, kihívásairól, illetve saját élettapasztalatairól írt.
2018 óta aktív szószólója a menopauza nyílt és szakmai kommunikációjának Magyarországon. 2019-ben indította el a Menopauza Cafe rendezvénysorozatot, 2020-ban pedig a Tesco Magyarországgal együttműködve az első magyarországi Munkahelyi Menopauza programot, amely az érintettek edukációjára és a munkakörnyezet érzékenyítésére fókuszál. 
2023-tól a Magyar Menopausa Társaság vezetőségi tagja (annak ellenére, hogy nem orvos), 2023-ban létrehozta a Menopauza-barát munkahely programot. 2024-ben az ELLE Awards és az Instyle #Képesvagyok díj jelöltje volt. 2025-ben az EMAS (European Menopause and Andropause) konferencián adott elő munkahelyi menopauza témában.
Iványi Orsolya az "Éljenek a 40 feletti nők!" nevű közösség és mozgalom alapítója, amely mára közel 30 000 tagot számlál.  Küldetésének része, hogy a változókorról szóló diskurzust társadalmilag elfogadottá és nyílttá tegye. 2023-ban országos menopauza turnét tartott 11 helyszínen. Több szervezet tagja, többek között az International Menopause Society szervezetnek és az Egyenlítő Alapítványnak.

## Művei
- Toszkán love story avagy Van élet 40 felett is. Budapest: Jaffa Kiadó. 2022.  ISBN 978-963-475-588-3
- Mindent a változókorról: #amenopauzaösszeköt. Budapest: Jaffa Kiadó. 2023.  ISBN 978-963-475-841-9 [7]
- Előttünk az élet: Hogyan lettem bölcsebb, bátrabb és pokolian szórakoztató. Budapest: Jaffa Kiadó. 2025.  ISBN 978-963-687-117-8